# Le Limier (pièce de théâtre)
Pour les articles homonymes, voir Limier et Sleuth.
Le Limier (Sleuth) est une pièce de théâtre d'Anthony Shaffer créée en 1970 au Music Box Theatre de Broadway.

## Argument
La pièce se déroule dans le Wiltshire, dans le manoir Andrew Wyke, un auteur de roman à suspense à succès. Sa maison reflète son obsession pour les inventions, les mondes fictionnels et les jeux. Il trompe l'amant de sa femme, Milo Tindle, en le convaincant d'essayer de voler les bijoux de celle-ci.

## Distinctions
- Tony Awards 1971 : Tony Award de la meilleure pièce[1]

## Adaptations en films
Le Limier a été adapté en film par trois fois :
- Le Limier de Joseph L. Mankiewicz, film britannique sorti en 1972 avec Laurence Olivier et Michael Caine.
- Le Limier de Kenneth Branagh, film britannique sorti en 2007 avec Michael Caine et Jude Law
- Tamanna de Steven Moore, film britannico-pakistanais sorti en 2014 avec Mehreen Raheel et Omair Rana